# Supreme Chonburi Volleyball Club
Supreme Chonburi  Volleyball Club (Tailandês: สโมสรวอลเลย์บอลสุพรีม ชลบุรี) é  um time tailandes de voleibol indoor  da cidade de Chon Buri, da província de  Chon Buri, fundado em 2009 , filiado a Associação de Voleibol da Tailândia.
No voleibol feminino, compete atualmente na Liga A Tailandesa, ou seja, na elite nacional.

## Resultados obtidos nas principais competições

### Títulos conquistados
- Liga A Tailandesa: 2016-17
- Liga A Tailandesa: 2011-12 e 2015-16
- Copa da Tailândia: 2017
- Copa da Tailândia: 2013 e 2016
- Copa Internacional VTV:2016

## Atletas
| - Sutadta Chuewulim - Pleumjit Thinkaow - Pornpimol Kunbang - Wannaporn Pichprom - Utaiwan Kaensing - Chutima Srisaikaew - Wilavan Apinyapong - Ajcharaporn Kongyot | - Alaina Bergsma - Deedee Harrison - Ashley Frazier - Chloe Mann - Márcia Fusieger - Misao Tanyama - Karmen Kočar - Fatou Diouck |